# 45. pehotna divizija (ZDA)
45. pehotna divizija (angleško 45th Infantry Division) je bila pehotna divizija Kopenske vojske ZDA.